# Råolie
Råolie (engelsk: petroleum) er den ubehandlede olie, som udvindes fra jordens undergrund. Ved raffinering behandles råolien således, at der skabes andre produkter med forskellige fysiske og kemiske egenskaber. 
Råolie kaldes på engelsk petroleum (fra latin: 'petra', "klippe", og 'oleum', "olie"), men på dansk betegner ordet petroleum et tyndtflydende olieprodukt skabt fra råolien.

## Generelt om olie
Olie var tidligere ensbetydende med planteolier af forskellig slags. Da man fandt oliekilder i jorden, kom produkterne derfra til at hedde "jordolie" eller "stenolie" (egentlig blot en oversættelse fra latin petra oleum) for at kunne adskilles fra de gammelkendte planteprodukter (sml. "terpentin" med "mineralsk terpentin"). Massefylden på olie er mellem 0,65 og 1,02, oftest mellem 0,82 og 0,94. Produkter baseret på råolie kaldes petrokemiske produkter.